# Seznam plemen psů

## A
- Afghánský chrt
- Aidi
- Airedale terier
- Akbaš
- Akita-Inu
- Alapaha, buldok s modrou krví (Alapažský čistokrevný buldok)
- Aljašský klee kai
- Aljašský malamut
- Alpský jezevčíkovitý brakýř
- Americká akita (neboli velký japonský pes)
- Americký bezsrstý teriér
- Americký buldok
- Americký eskymácký pes
- Americký foxhound
- Americký kokršpaněl
- Americký stafordširský terier
- Americký vodní španěl
- Anatolský pastevecký pes
- Anglický buldok
- Anglický foxhound
- Anglický chrt (Greyhound)
- Anglický kokršpaněl
- Anglický mastif
- Anglický setr
- Anglický špringršpaněl
- Anglický toy terier
- Anglo-francouzský honič de Petite Venerie
- Appenzellský salašnický pes
- Argentinská doga
- Ariégois
- Ariegský ohař krátkosrstý
- Artésko-normandský baset
- Artoisský basset
- Artoisský honič
- Australská kelpie
- Australský honácký pes
- Australský ovčák
- Australský teriér
- Auvergneský ohař krátkosrstý
- Azavak

## B
- Barbet
- Barzoj
- Basenji
- Baset
- Bavorský barvář
- Bearded kolie
- Bedlington teriér
- Belgický grifonek
- Belgický ovčák
- Belgický ovčák - Groenendael
- Belgický ovčák - Laekenois
- Belgický ovčák - Malinois
- Belgický ovčák - Tervueren
- Bergamský ovčák
- Bernský salašnický pes
- Beauceron
- Bígl
- Bígl-Harrier
- Billy
- Bišonek
- Bílý švýcarský ovčák
- Black and tan Coonhound
- Bloodhound
- Blue Lacy
- Bobtail
- Boloňský psík
- Bordeauxská doga
- Border kolie
- Border teriér
- Bosenský hrubosrstý honič
- Bostonský teriér
- Bourbonský ohař
- Brabantík
- Braque Dupuy
- Brazilská fila
- Brazilský teriér
- Bretaňský ohař
- Briard
- Briquet Griffon Vendéen
- Bruselský grifonek
- Bullmastif
- Bulteriér
- Burgoský perdiquero

## C
- Cairn teriér
- Cao de Castro Laboreiro
- Clumber španěl
- Coton de Tulear
- Curly coated retrívr
- Calupoh

## Č
- Čau-čau
- Černý teriér
- Československý vlčák
- Český fousek
- Český horský pes
- Český strakatý pes
- Český teriér
- Čínský chocholatý pes
- Čivava

## D
- Dalmatin
- Dandie dinmont teriér
- Dánská doga
- Dánsko-švédský farmářský pes
- Dánský ohař krátkosrstý
- Deerhound
- Dlouhosrstý ohař z Pont-Audemer
- Dobrman
- Drentsche Patrisijshond
- Drever
- Dunker

## E
- Entlebušský salašnický pes
- Estrelský pastevecký pes
- Eurasier
- Evropský saňový pes

## F
- Faraonský pes
- Field španěl
- Finský honič
- Finský špic
- Flanderský bouvier
- Flat coated retrívr
- Foxteriér drsnosrstý
- Foxteriér hladkosrstý
- Francouzský bílo-černý honič
- Francouzský bílo-oranžový honič
- Francouzský buldoček
- Francouzský ohař dlouhosrstý
- Francouzský ohař krátkosrstý gaskoňského typu
- Francouzský ohař krátkosrstý pyrenejského typu
- Francouzský trikolorní honič

## G
- Gaskoňsko-saintgeoiský honič
- Gordonsetr
- Grónský pes

## H
- Haldenův honič
- Hamiltonův honič
- Hannoverský barvář
- Harrier
- Havanský psík
- Himálajský ovčák (Himálajský ovčácký pes)
- Hokkaido-Ken
- Holandský ovčácký pudl
- Holandský ovčák
- Holandský pinč
- Hovawart
- Hygenův honič

## Ch
- Chesapeake Bay retrívr
- Chodský pes
- Chortaja borzaja
- Chorvatský ovčák

## I
- Ibizský podenco
- Incký naháč
- Irish Glen of Imaal terier
- Irish Soft Coated Wheaten Terrier
- Irský červenobílý setr
- Irský setr
- Irský teriér
- Irský vlkodav
- Irský vodní španěl
- Islandský pes
- Istrijský hrubosrstý honič
- Istrijský krátkosrstý honič
- Italský corso pes
- Italský chrtík
- Italský ohař
- Italský segugio
- Italský spinone
- Italský volpino

## J
- Jack Russell teriér
- Jakutská lajka
- Jämthund
- Japan-chin
- Japonský špic
- Japonský teriér
- Jezevčík
- Jihoruský ovčák
- Jugoslávský planinský honič
- Jugoslávský trikolorní honič

## K
- Kai-Inu
- Kanaánský pes
- Kanadský eskymácký pes
- Kanárský podenco
- Karelský medvědí pes
- Katalánský ovčák
- Kavalír King Charles španěl
- Kavkazský pastevecký pes
- Kerry bígl
- Kerry blue teriér
- King Charles španěl
- Kishu-Inu
- Knírač malý
- Knírač střední
- Knírač velký
- Kolie dlouhosrstá
- Kolie krátkosrstá
- Komondor
- Kontinentální buldok
- Kooikerhondje
- Korejský Jindo
- Krašský pastevecký pes
- Kromforländer
- Krysí teriér
- Kuvasz
- Kyi Apso
- Kyi Leo

## L
- Labradorský retrívr
- Lagotto Romagnolo (Italský vodní pes)
- Lakeland teriér
- Lancashirský patař
- Landseer
- Lapinkoira
- Lapinporokoira
- Laponský špic
- Leavittův buldok
- Leonberger
- Lhasa Apso
- Louisianský leopardí pes
- Lvíček

## M
- Manchester teriér
- Maďarský chrt
- Maďarský ohař drátosrstý
- Maďarský ohař krátkosrstý
- Malorská doga
- Malorský krysařík
- Malorský ovčák (Ca de Bestiar)
- Maltézský psík
- Malý gaskoňsko-saintgeoiský honič
- Malý hrubosrstý modrý gaskoňský honič
- Malý hrubosrstý vendéeský baset
- Malý modrý gaskoňský honič
- Malý münsterlandský ohař
- Maremmansko-abruzzský pastevecký pes
- Mexický naháč
- Miniaturní bulteriér
- Modrý coonhound
- Modrý gaskoňský baset
- Modrý pikardský ohař dlouhosrstý
- Mops
- Moskevský strážní pes
- Mudi

## N
- Neapolský mastin
- Německá doga
- Německý boxer
- Německý brakýř
- Německý křepelák
- Německý lovecký teriér
- Německý ohař dlouhosrstý
- Německý ohař drátosrstý
- Německý ohař krátkosrstý
- Německý ohař ostnosrstý
- Německý ovčák
- Německý pinč
- Německý špic
- Nivernaisský hrubosrstý honič
- Norbotenský špic
- Norfolk teriér (norfolský teriér)
- Norský buhund
- Norský losí pes černý
- Norský losí pes šedý
- Norský lundehund
- Norwich teriér (norvičský teriér)
- Nova Scotia duck tolling retrívr
- Novofundlandský pes

## O
- Opičí pinč
- Otterhound

## P
- Pachón navarro
- Papillon
- Parson Russell teriér
- Patterdale teriér
- Pekingský palácový psík
- Peruánský naháč
- Phalène
- Pikardský ovčák
- Plavý bretaňský baset
- Plavý bretaňský honič
- Plottův pes
- Plummerův teriér
- Podhalaňský ovčák
- Pointer
- Poitevin
- Polský chrt
- Polský ogar
- Polský ovčák nížinný
- Porcelaine
- Portugalský ohař
- Portugalský ovčák
- Portugalský podengo
- Portugalský vodní pes
- Posávský honič
- Pražský krysařík
- Pudl střední
- Pudl toy
- Pudl trpasličí
- Pudl velký
- Pudlpointr
- Puli
- Pumi
- Pyrenejský horský pes
- Pyrenejský mastin
- Pyrenejský ovčák

## R
- Rakouský krátkosrstý honič
- Rakouský krátkosrstý pinč
- Redbone Coonhound
- Rhodéský ridgeback
- Rotvajler
- Ruskoevropská lajka

## Ř
- Řecký honič
- Řecký ovčácký pes

## S
- Saarloosův vlčák
- Saint-Germainský ohař krátkosrstý
- Saluki
- Samojed
- Sealyham teriér
- Sedmihradský honič
- Sheltie
- Shiba-Inu
- Shih-tzu
- Shikoku-Inu
- Shilohský ovčák
- Schillerův honič
- Sibiřský husky
- Sicilský chrt
- Silky teriér
- Skotský teriér
- Skye teriér
- Sloughi
- Slovenský čuvač
- Slovenský kopov
- Slovenský ohař hrubosrstý
- Smalandský honič
- Srbský honič (neboli balkánský honič)
- Stabyhoun
- Stafordšírský bulteriér
- Středoasijský pastevecký pes
- Sussex španěl
- Svatobernardský pes

## Š
- Šarpej
- Šarplaninský pastevecký pes
- Šiperka
- Španělský alano
- Španělský galgo
- Španělský mastin
- Španělský sabueso
- Španělský vodní pes
- Štýrský brakýř
- Švýcarský honič
- Švýcarský honič - Bernský honič
- Švýcarský honič - Jurský honič
- Švýcarský honič - Luzernský honič
- Švýcarský honič - Schwyzský honič
- Švýcarský nízkonohý honič

## T
- Taigan
- Taiwanský pes
- Thai Bangkaew dog
- Thajský ridgeback
- Tibetská doga
- Tibetský španěl
- Tibetský teriér
- Tornjak
- Tosa-Inu
- Toy foxteriér
- Trpasličí pinč
- Tyrolský honič

## U
- Uruguayský cimarron

## V
- Vaestgoetlandský špic (Vallhund)
- Velký francouzsko-anglický bílo-oranžový honič
- Velký francouzsko-anglický trikolorní honič
- Velký francouzsko-anglický bílo-černý honič
- Velký gaskoňsko-saintongeoisský honič
- Velký hrubosrstý vendéeský baset
- Velký modrý gaskoňský honič
- Velký münsterlandský ohař
- Velký švýcarský salašnický pes
- Velký vendéeský hrubosrstý honič
- Velšský ovčák
- Velššpringršpaněl
- Velšteriér
- Východoevropský ovčák
- Východosibiřská lajka
- Výmarský ohař
- Výmarský ohař dlouhosrstý
- Výmarský ohař krátkosrstý

## W
- Welsh Corgi Cardigan
- Welsh Corgi Pembroke
- West Highland White teriér
- Westfálský jezevčíkovitý honič
- Wetterhound
- Whippet

## Y
- Yorkšírský teriér
- Yorkshire biewer (Biewer teriér)

## Z
- Západosibiřská lajka
- Zlatý retrívr